# St. Josef (Wilhelmsthal)

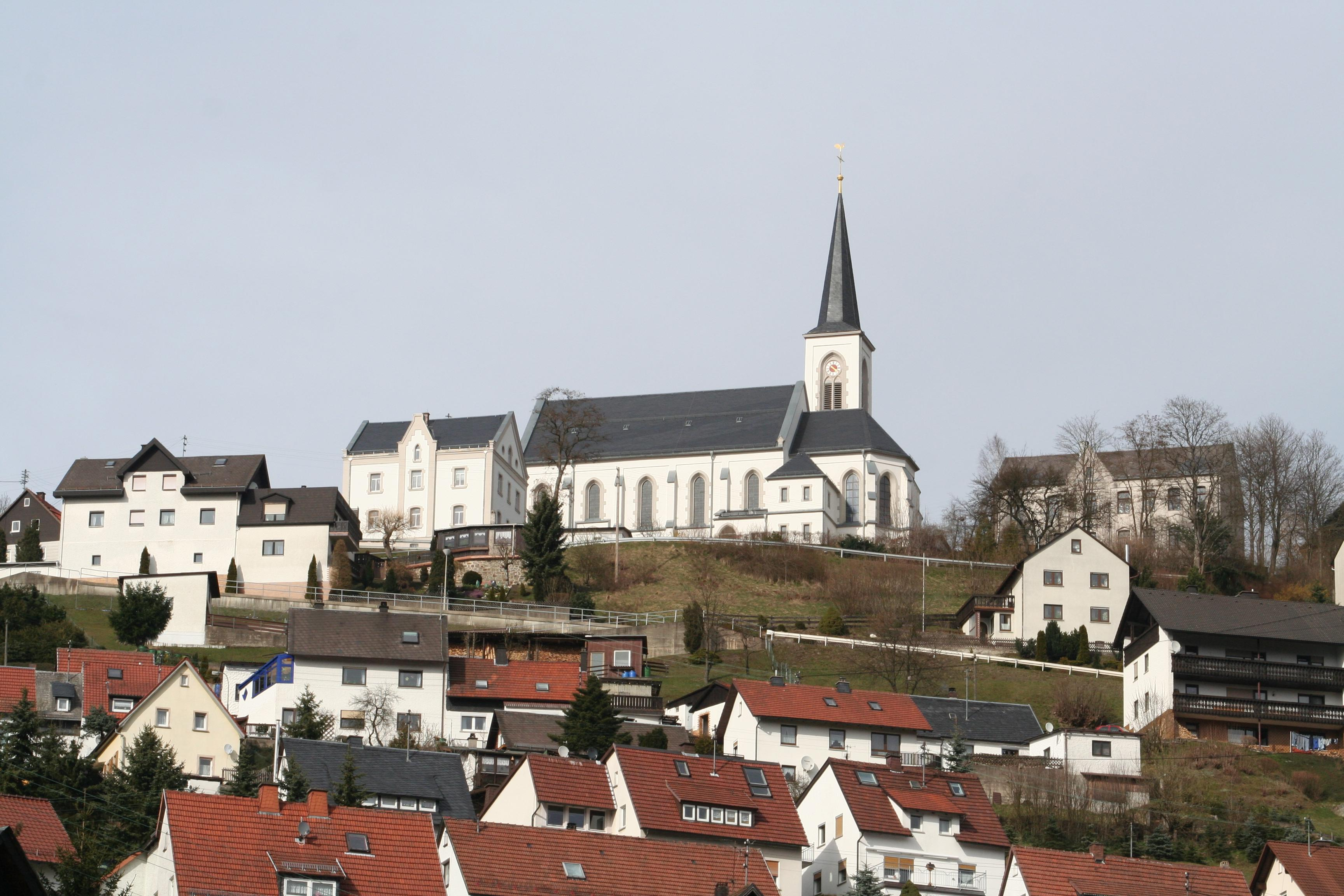
Pfarrkirche St. Josef in Wilhelmsthal

Die katholische Pfarrkirche St. Josef steht in Wilhelmsthal, einer Gemeinde im oberfränkischen Landkreis Kronach. Das denkmalgeschützte, neugotische Gotteshaus wurde 1905 geweiht. Die Pfarrei, im Naturpark Frankenwald gelegen, gehört zum Dekanat und Seelsorgebereich Kronach des Erzbistums Bamberg.

## Geschichte
Wilhelmsthal gehörte ursprünglich zum Kirchspiel von Lahm. Anstelle einer erforderlichen Erweiterung der Lahmer Pfarrkirche St. Ägidius entschieden sich die Wilhelmsthaler Gemeindemitglieder Anfang des 20. Jahrhunderts für eine eigene Kirche. Von 1904 bis 1905 wurde der Neubau errichtet. Am 19. September 1905 vollzog der Erzbischof von Bamberg Friedrich Philipp von Abert die Weihe. Mit der Kirche entstanden ein Pfarrhaus und ein Schwesternhaus am Eichsberg. Am 1. Juli 1937 folgte die Erhebung zur selbstständigen Pfarrei.
In den 1970er Jahren wurde eine umfangreiche Renovierung durchgeführt und die Ausstattung teilweise ausgetauscht. Von 1999 bis 2003 folgten eine Generalsanierung und Neugestaltung mit der noch vorhandenen bauzeitlichen Ausstattung. Dies waren unter anderem die neugotische Kanzel, der Taufstein und Teile des Hochaltars. Schäden an der Fassade wurden 2021 beseitigt.

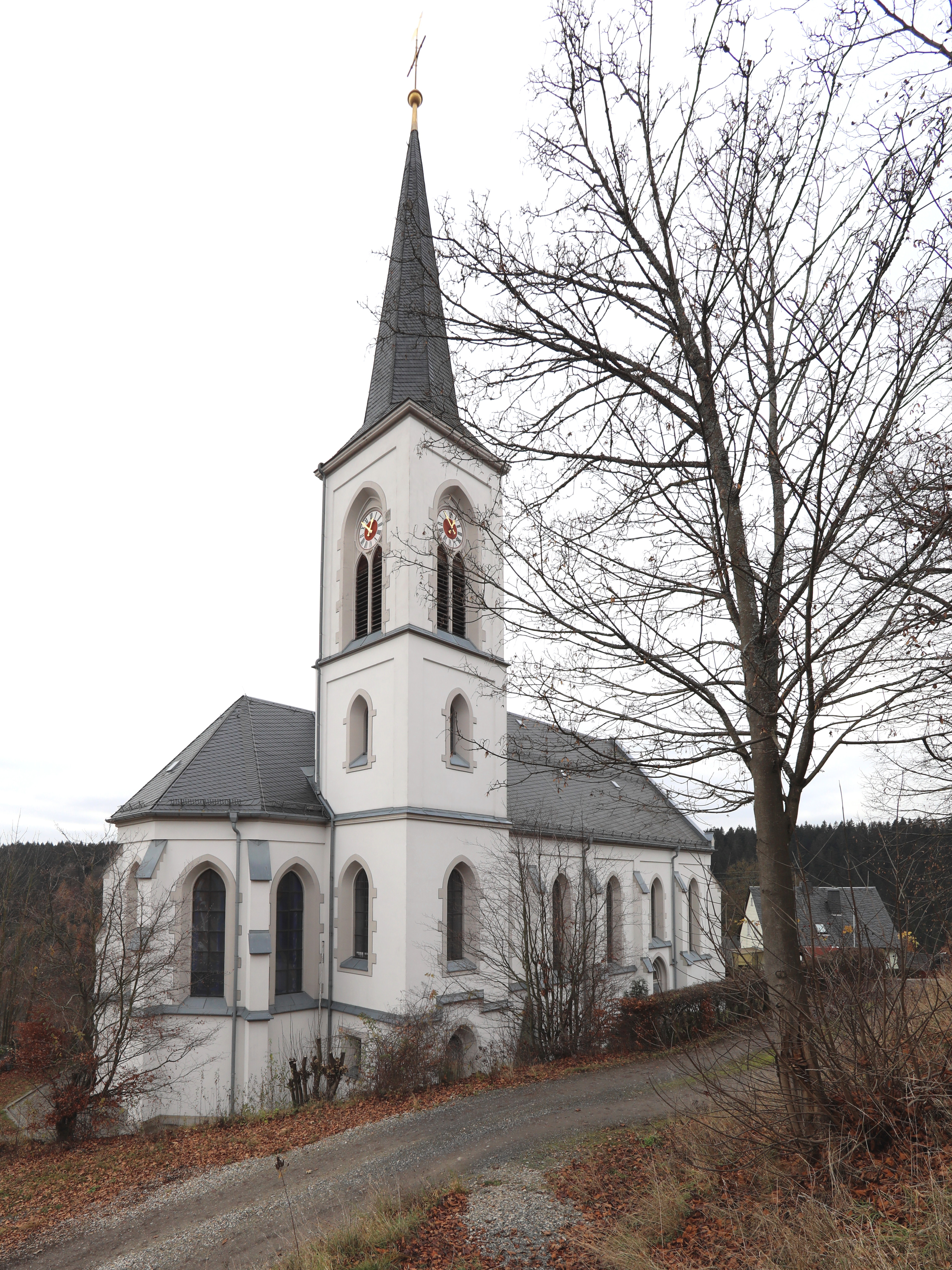
Nordseite

## Baubeschreibung
Die Kirche steht in exponierter Lage rund ein hundert Meter hoch über dem eng eingeschnittenen Grümpeltal. Das Gotteshaus besitzt Formen der Gotik mit solchen des Jugendstils verbindend.
Die Saalkirche hat einen verputzten Außenbau mit einem Chorseitenturm im nördlichen Chorwinkel und einem Sakristeianbau im südlichen Chorwinkel. Gestufte Strebepfeiler gliedern umlaufend die Fassade mit ihren Spitzbogenfenstern. Der eingezogene Chor besteht aus einem Joch und einem Fünfachtelschluss. Das Langhaus besitzt fünf Achsen. Kreuzgewölbe überspannen den Chorraum, eine hölzerne Balkendecke den Innenraum des Langhauses. Darüber befindet sich ein verschiefertes Satteldach. In der westlichen Achse ist im Innenraum eine eingeschossige hölzerne Empore angeordnet. Der viergeschossige Kirchturm besitzt spitzbogige Schallöffnungen mit Zifferblatt. Ein achteckiger, verschieferter Spitzhelm mit Turmkugel und Kreuz bildet den oberen Abschluss.

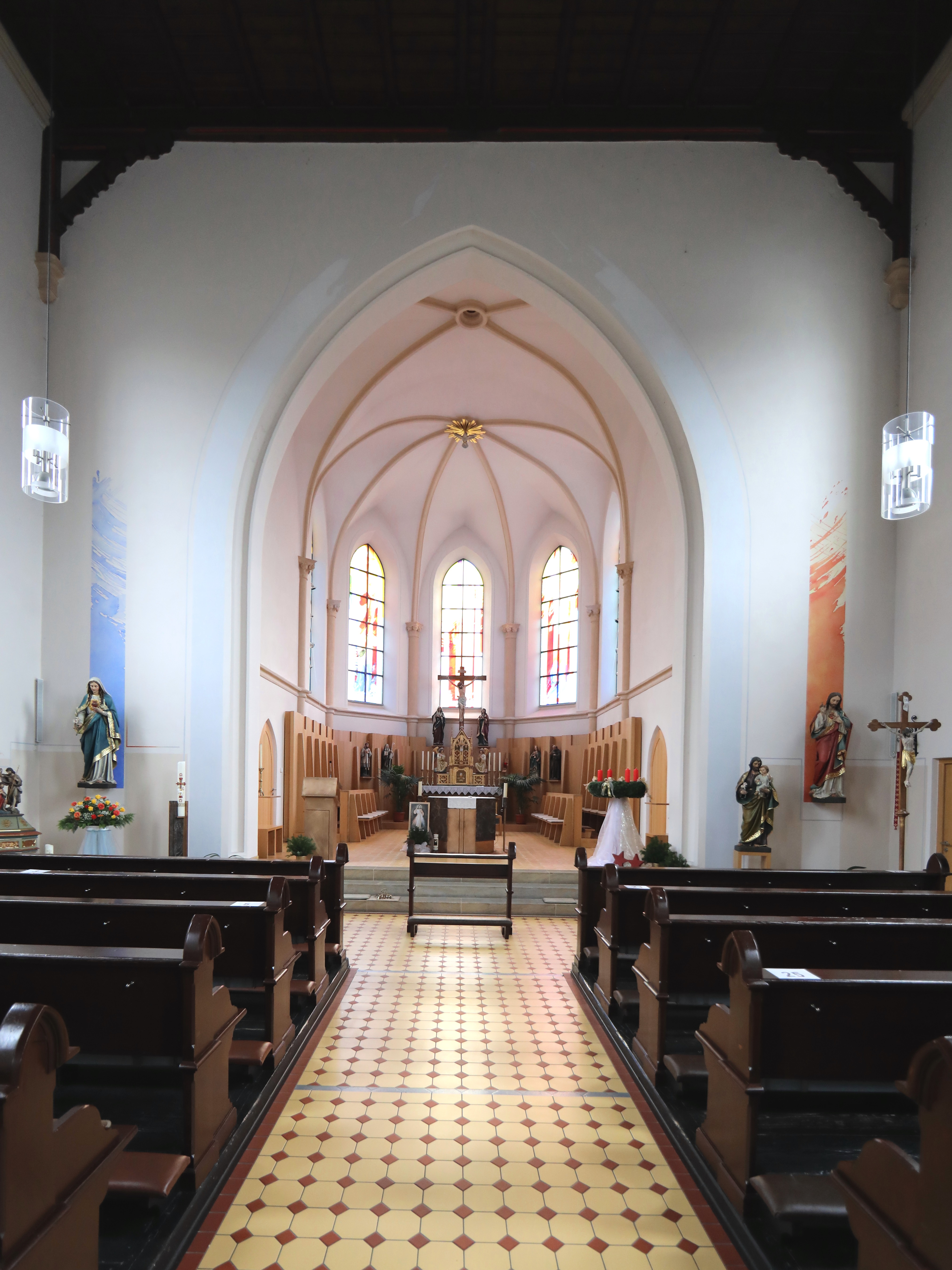
Innenraum

## Ausstattung
Die ursprüngliche neugotische Innenausstattung der Pfarrkirche stammte aus der Schnitzer- und Malerwerkstatt von Ferdinand Stuflesser in St. Ulrich in Gröden. Mit der Neugestaltung des Innenraums wurde Anfang der 2000er Jahre der Künstler Tobias Kammerer beauftragt. Der schuf unter anderem fünf Farbfenster für den Chorraum, die die Botschaft des Herrn, die Auferstehung des Herrn und die Erscheinung des Herrn mit geometrischen Formen und figurativen Elementen zeigen. Er entwarf auch das Chorgestühl, den Ambo und den neuen Volksaltar.
Das neue Chorgestühl wurde um die Holzfiguren aus dem früheren Hauptaltar, die Heiligen Franz Xaver, Odilia, Barbara und Franz von Assisi ergänzt. Vom ehemaligen Hochaltar wurde der Tabernakel mit zwei Engeln und einer Kreuzigungsgruppe aufgestellt. Links vom Chorbogen steht auf einer Wandkonsole eine Skulptur  Herz Maria und rechts Herz Jesu sowie auf einem Sockel der Heilige Josef, der Kirchenpatron.
Eine neue Orgel mit 20 Registern auf zwei Manualen und Pedal fertigte 2004 Metzler Orgelbau aus Dietikon.
Vier Glocken befinden sich im Kirchturm. Der ursprüngliche Stahlglockenstuhl wurde 2002 durch einen massiven Eichenholzglockenstuhl ersetzt und eine vierte Glocke wieder aufgehängt.